# Михайлівська церква (Юрківці)
Михайлівська церква — православний храм та пам'ятка архітектури місцевого значення у Юрківцях.

## Історія
Рішенням виконкому Чернігівської обласної ради народних депутатів від 28.04.1987 № 119 надано статус «пам'ятник архітектури місцевого значення» з охоронним № 48-Чг під назвою Михайлівська церква . На будівлі встановлено інформаційну дошку.

## Опис
Михайлівська церква побудована 1837 року замість дерев'яної, при цьому найперша дерев'яна церква в селі побудована до 1666 року.
Кам'яний, оштукатурений, одноголовий, п'ятидольний (п'ятизрубний — 5 об'ємів), хрестоподібний у плані храм. До західного обсягу примикає тамбур перед вхідними дверима притвора. До східного об'єму примикає екседра (напівкругла ніша), яка нижча від основного об'єму, перекрита напівкуполом. Увінчаний гранованим куполом на восьмигранному барабані.
Фасад прикрашають карнизи, ніші. В екстер'єрі на екседрі зберігся художній розпис.

## Галерея

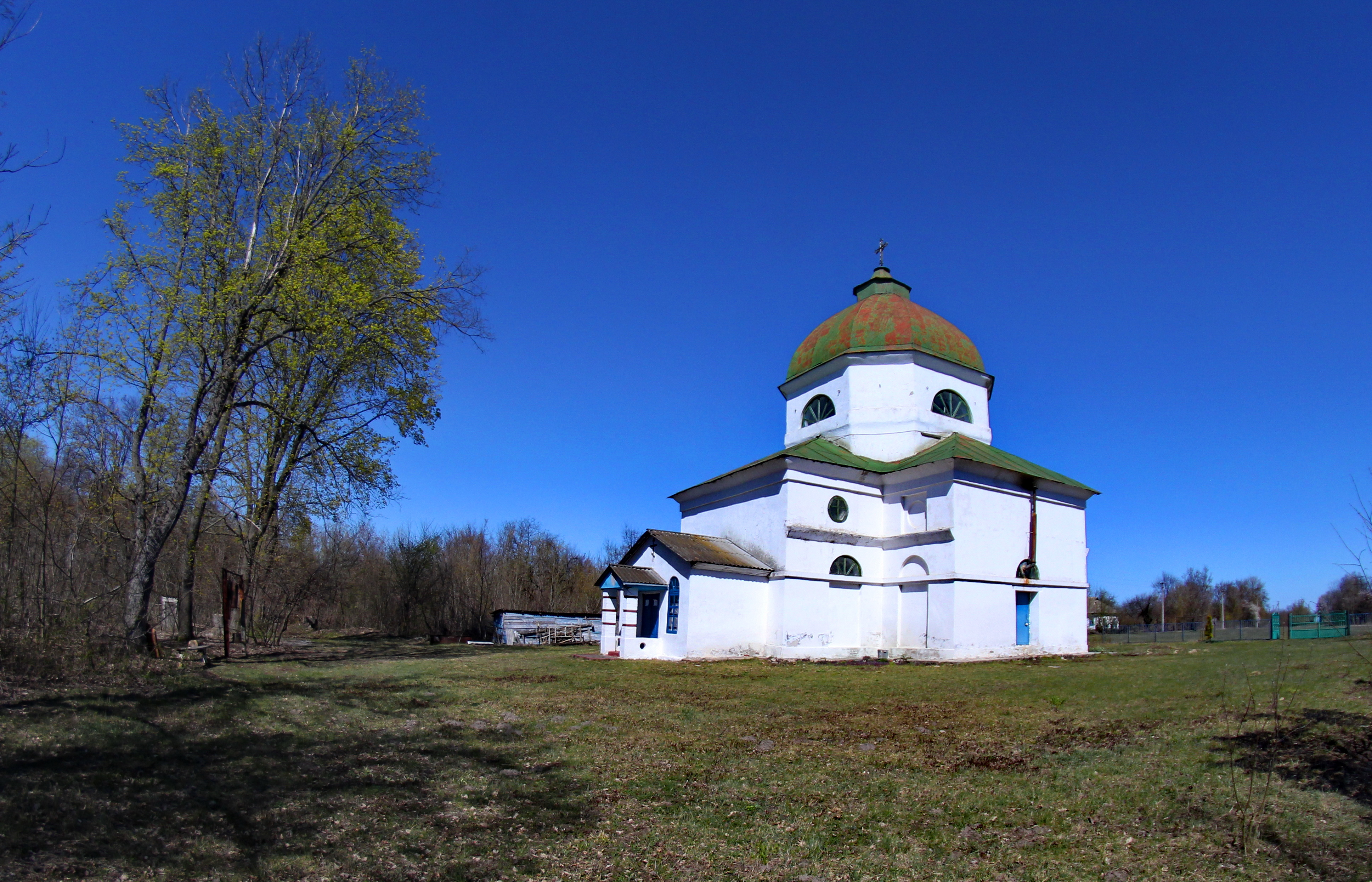
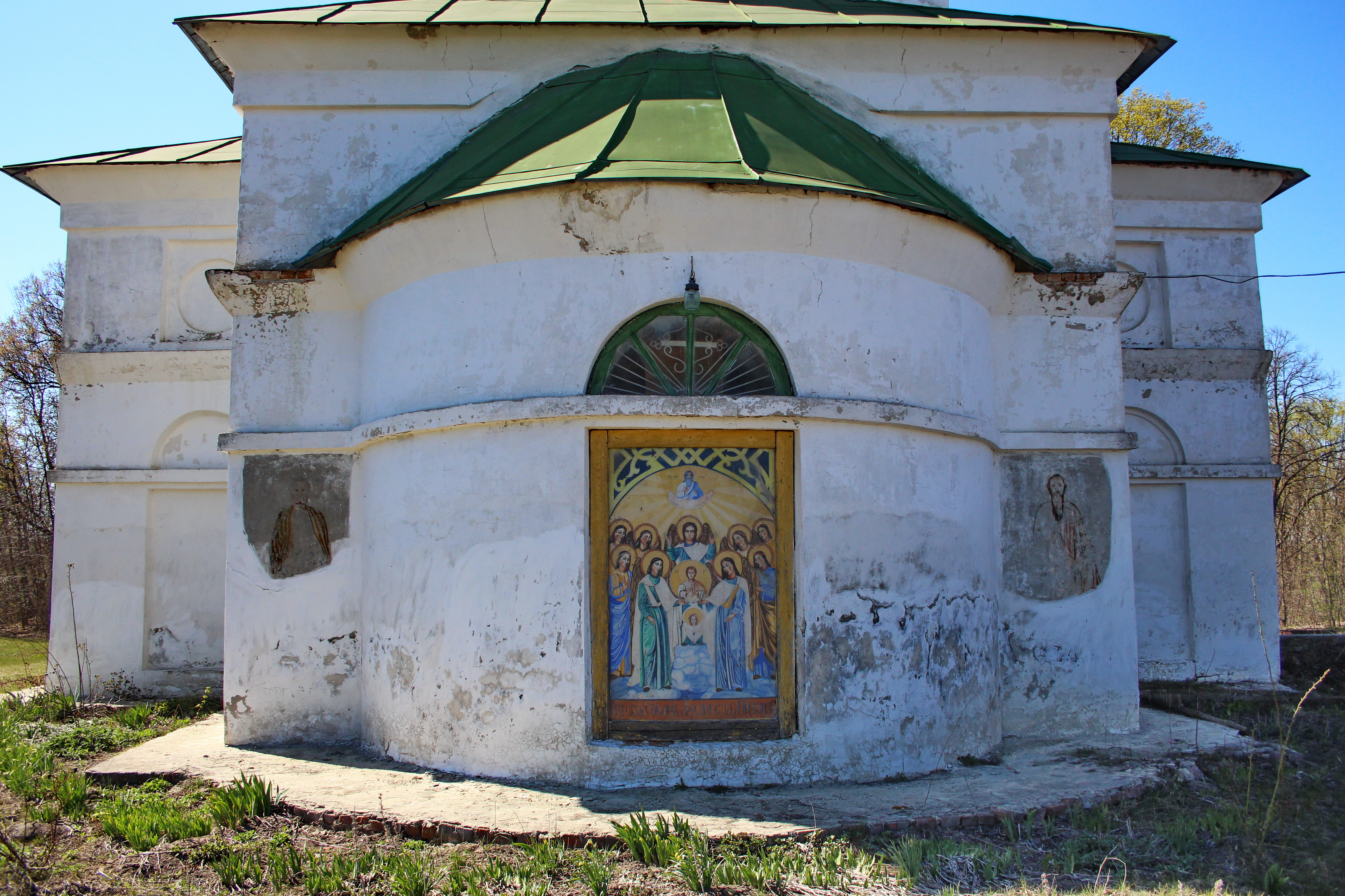